# Лавренюк, Максим Александрович
Максим Александрович Лавренюк (13 января 1986 года, Коростень) — украинский футболист, вратарь.

## Биография
Воспитанник «Ворсклы». Первым его клубом был «Житомир». В 2006 году он перешёл в двуречненский «Локомотив». В 2007 году перебрался в клуб «ИгроСервис» из Симферополя и сыграл там за сезон всего 2 матча. ФК «Коростень» стал его следующим клубом. Но после этого он вернулся в ИгроСервис. «Нефтяник-Укрнафта» стал следующим шагом Лавренюка. Отыграв 2 сезона, он играл только в первом сезоне и отыграл 16 матчей, пропустив 15 голов. С января 2011 года играет за полтавскую «Ворсклу». Дебют в премьер-лиге случился 28 августа 2011 года в 8 туре национального чемпионата, в гостевом матче против мариупольского «Ильичёвца», который полтавчане проиграли со счётом 1:4.. В середине июля 2013 года перешёл в «Нефтяник-Укрнефть» за который выступал ранее.